# Ясвилы

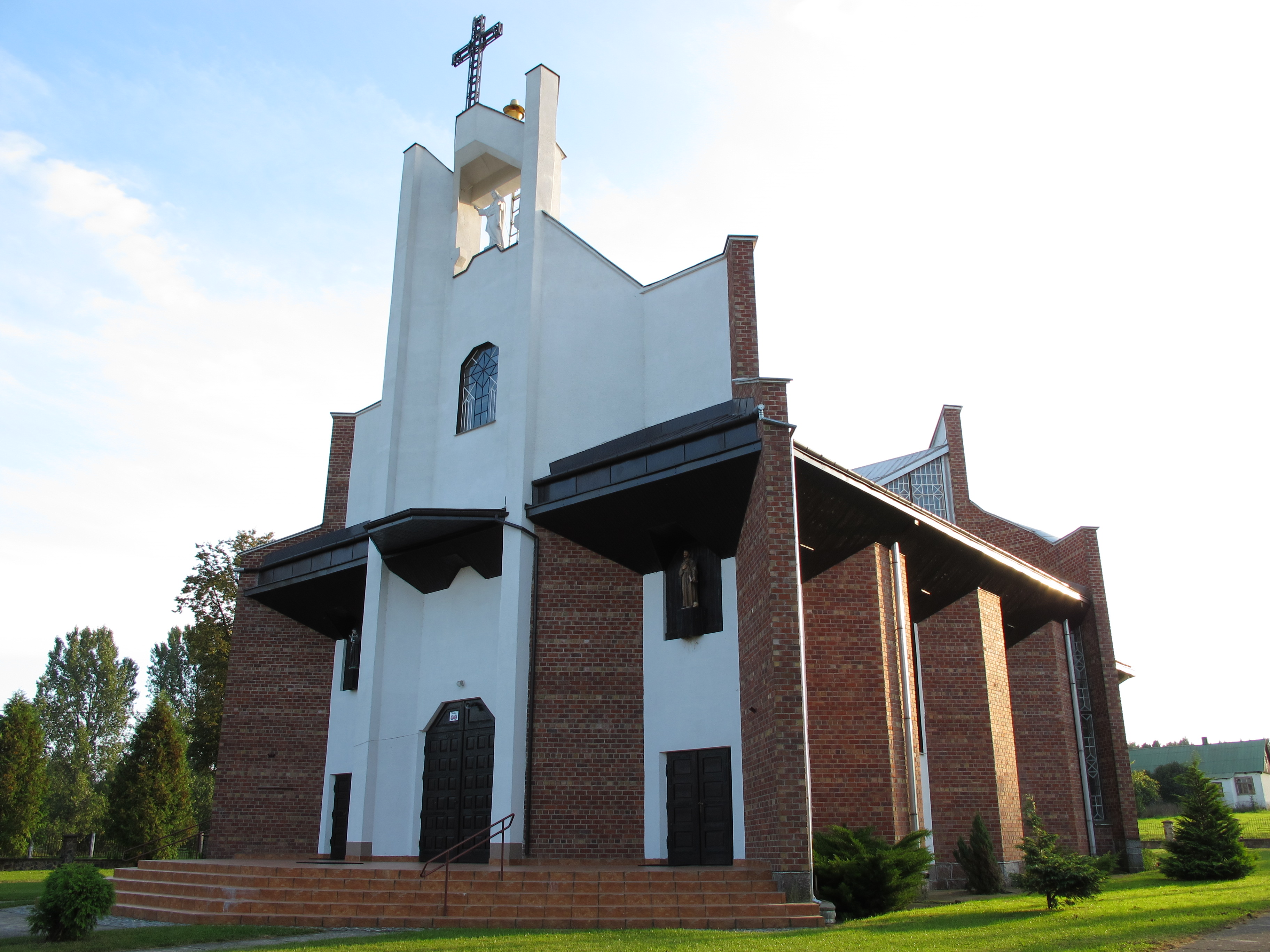
Костёл

Ясвилы (пол. Jaświły) — деревня в Польше, входит в состав Монькского повята Подляского воеводства. Административный центр гмины Ясвилы. Находится примерно в 13 км к северо-востоку от города Моньки. По оценке 2015 года, в деревне проживало примерно 554 человека. Есть католический костёл (1986—1988).